# Винторогие антилопы
Винторогие антилопы (лат. Tragelaphini) — группа полорогих парнокопытных млекопитающих, в настоящее время имеющая таксономический ранг трибы в подсемействе Bovinae. Раньше винторогие антилопы выделялись в отдельное подсемейство Tragelaphinae, но после новых генетических исследований они были включены в подсемейство Bovinae. В трибе 9 видов обитающих в Африке антилоп. По мтДНК Bovidae разделились на Tragelaphini и Bovini 15,82 млн лет назад.
К винторогим антилопам относятся следующие роды и виды: 
- Tragelaphus — Лесные антилопы
  - Tragelaphus angasii — Ньяла
  - Tragelaphus buxtoni — Горная ньяла
  - Tragelaphus spekii — Ситатунга
  - Tragelaphus scriptus — Бушбок
  - Tragelaphus strepsiceros — Большой куду
  - Tragelaphus imberbis — Малый куду
  - Tragelaphus eurycerus — Бонго
- Taurotragus — Канны
  - Taurotragus oryx — Канна
  - Taurotragus derbianus — Западная канна